# Канделяриевые (порядок)
Канделяриевые (лат. Candelariales)  — порядок лишайников в монотипном классе Канделяриомицеты. Содержит два семейства, Канделяриевые и Пикноровые.
Порядок был описан Иолантой Мядликовской (Jolanta Miadlikowska), Франсуа Лутзони (François Lutzoni) и Хельге Торстен Лумбшем (Helge Thorsten Lumbsch) в рамках всеобъемлющей филогенетической классификации царства Грибов, опубликованной в 2007 году. Класс Канделяриомицеты был создан Германом Фогльмайром (Hermann Voglmayr) и Вальтером Якличем (Walter Jaklitsch) в 2018 году.

## Семейства
- Candelariaceae Hakul., 1954 — Канделяриевые
- Pycnoraceae Bendiksby et Timdal, 2013 — Пикноровые